# Meyer & Beck Handels KG
Meyer & Beck Handels KG was een bedrijf opgericht in 1985 dat zich voornamelijk specialiseerde in voeding. Het bedrijf is ontstaan na de fusie van de voorheen concurrerende bedrijven Meyer en Beck. De dochteronderneming die sinds 1959 tot Dr. Oetker GmbH behoort had vestigingen onder de naam MEYER BECK, met name in Berlijn en Brandenburg, die ofwel eind 2004 werden gesloten ofwel werden overgedragen aan Mema Handelsgesellschaft & Co. KG. Nadien werd ook de opvolger ontbonden en een deel van de voormalige MEYER BECK- vestigingen op 1 september 2008 doorverkocht aan Kaiser's Tengelmann GmbH. Deze trok zich eind 2016 weer terug uit de foodmarkt en verkocht de vestigingen door aan Edeka, die de vestigingen verdeelde met concurrent REWE.
Het hoofdkantoor van het bedrijf was aan de Montanstraße 8-16 in Berlin-Reinickendorf .

## Winkels
Veel van de winkels werden ook geleidelijk gesloten na de hernoemen naar MEMA. In 2008 exploiteerde MEMA slechts 24 filialen, vanaf 2008 werden 20 filialen Kaiser's-winkels, waarvan sommige opereerden als Edeka en anderen als Rewe sinds 2017.